# Mazurek Dąbrowskiego
Mazurek Dąbrowskiego ("Dąbrowskis mazurka") eller – efter inledningsorden – Jeszcze Polska nie zginęła ('Än är Polen ej förlorat') är Polens nationalsång.
Uttrycket "Än är Polen ej förlorat" har blivit liktydigt med ”Ännu finns det hopp”.

## Historia

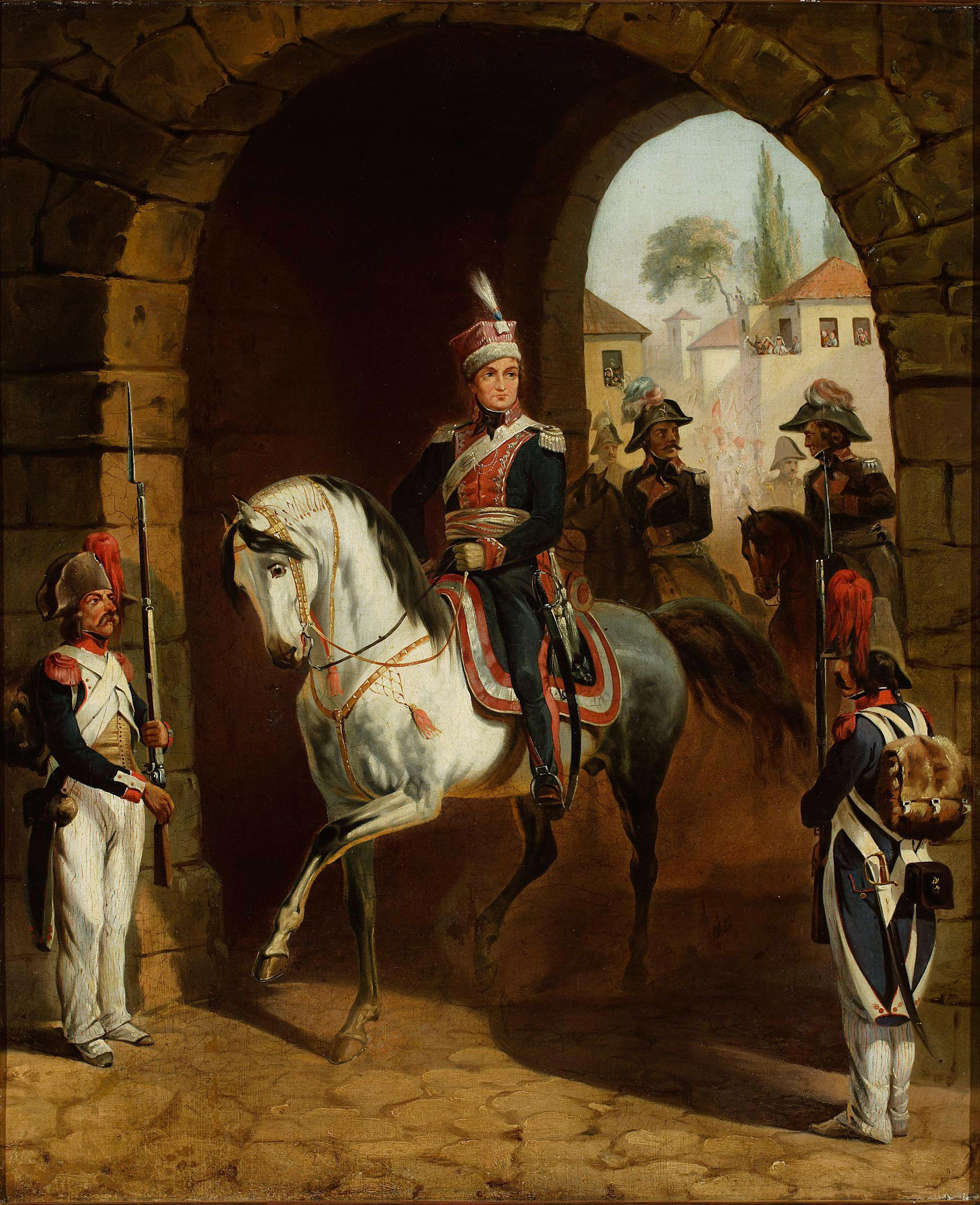
Henryk Dąbrowski

Mazurek Dąbrowskiego skrevs av Józef Wybicki 1797, när Jan Henryk Dąbrowski var ledare för de polska legionerna i Napoleon I:s armé i Italien. Legionärerna sjöng alltid denna sång inför ett slag - därför kallades den först "De polska legionärernas nationalsång" (på polska: "Pieśń Legionów Polskich we Włoszech"). Med tiden blev den mycket populär i det delade hemlandet Polen. Sången sjöngs senare under de polska upproren 1830 och 1863. Under de europeiska revolutionernas 1848 sjöngs den av revolutionärer i hela Europa, bland annat i Prag, Paris, Berlin och Wien (med annorlunda sångtext).
Den slovakiske poeten Samuel Tomašik blev så berörd av sången att han beslöt sig för att skriva nationalsången "Hej, slaver!" vilken baserades på Mazurek Dąbrowskiego. "Hej, slaver!" blev senare accepterad som alla slavers nationalsång av den slaviska kongressen i Prag 1848. År 1940 antogs "Hej, slaver!" som Jugoslaviens nationalsång - "Хеј, Словени" eller "Hej, Sloveni" (serbiska), "Еј, Словени" (makedonska) "Hej, Slaveni" (kroatiska) och "Hej, Slovani" (slovenska). Det polska namnet på den sången är "Hej, Słowianie".

### Övrigt
Denna nationalsång nämner två andra länder: Sverige och Italien. Dessutom nämns ytterligare två folkgrupper tyskar och moskoviter (ryssar) i den ursprungliga texten. "Efter den svenska ockupationen" syftar på Karl X Gustavs polska krig, något som i polsk historia benämnts syndafloden.

## Texten
| Originalspråket: Jeszcze Polska nie zginęła, Kiedy my żyjemy. Co nam obca przemoc wzięła, Szablą odbierzemy. Marsz, marsz, Dąbrowski, Z ziemi włoskiej do Polski, Za twoim przewodem Złączym się z narodem. Przejdziem Wisłę, przejdziem Wartę, Będziem Polakami, Dał nam przykład Bonaparte, Jak zwyciężać mamy. Marsz, marsz, Dąbrowski... Jak Czarniecki do Poznania Po szwedzkim zaborze, Dla ojczyzny ratowania Wrócim się przez morze. Marsz, marsz, Dąbrowski... Już tam ojciec do swej Basi Mówi zapłakany: "Słuchaj jeno, pono nasi Biją w tarabany." Marsz, marsz, Dąbrowski... (Nedanstående två verser tillhör den ursprungliga texten, den används inte officiellt idag.) Niemiec, Moskal nie osiędzie, Gdy jąwszy pałasza Hasłem wszystkich zgoda będzie I Ojczyzna nasza Marsz, marsz, Dąbrowski... Na to wszystkich jedne głosy Dosyć tej niewoli! Mamy Racławickie kosy Kościuszkę, Bóg pozwoli. Marsz, marsz, Dąbrowski... | På svenska (efter den engelska översättningen): Än är Polen ej förlorat Medan vi ännu lever Det främmande makt oss rövat Ska vi ta tillbaka med sabeln Marsch, marsch, Dąbrowski Från Italien till Polen Under din ledning Ska vi ansluta oss till fosterlandet Vi ska korsa Wisła, vi ska korsa Warta Vi ska bli polacker Bonaparte gav exempel Hur segra vi ska Marsch, marsch... Som Czarniecki till Poznań Efter den svenska ockupationen, För fosterlandets räddning Ska vi återvända över havet Marsch, marsch... Fadern, i tårar Säger till sin Basia Hör, det låter som att de våra Slår trummorna (till strid) |

## Gamla (ursprungliga) texten
Jeszcze Polska nie umarła,

kiedy my żyjemy.

Co nam obca moc wydarła,

szablą odbijemy.

Marsz, marsz, Dąbrowski

do Polski z ziemi włoski

za Twoim przewodem

złączem się z narodem.

Jak Czarnecki do Poznania

wracał się przez morze

dla ojczyzny ratowania

po Szwedzkim rozbiorze.

Marsz, marsz, Dąbrowski...

Przejdziem Wisłę przejdziem Wartę

będziem Polakami

dał nam przykład Bonaparte

jak zwyciężać mamy.

Marsz, marsz, Dąbrowski...

Niemiec, Moskal nieosiędzie,

gdy iąwszy pałasza,

hasłem wszystkich zgoda będzie

jak ojczyzna nasza.

Marsz, marsz, Dąbrowski...

Już tam ojciec do swej Basi

mówi zapłakany:

"słuchaj jeno, pono nasi

biją w tarabany."

Marsz, marsz, Dąbrowski...

Na to wszystkich jedne głosy:

"Dosyć tej niewoli 

mamy Racławickie Kosy,

Kościuszkę, Bóg pozwoli.

Marsz, marsz, Dąbrowski...